# DJ Krush
Hideaki Ishii (石 英明, Ishi Hideaki), beter bekend als DJ Krush (Tokio, 1962) is een Japanse hiphop-dj en muziekproducent.

## Discografie
- Krush (1994)
- Strictly Turntablized (1994)
- Meiso (1996)
- MiLight (1997)
- Back in the Base (1997)
- Kakusei (1999)
- Zen (2001)
- The Message at the Depth (2003)
- Jaku (2004)
- OuMuPo 6 (2007)
- Butterfly Effect (2015)
- Kiseki (2017)
- Cosmic Yard (2018)